# مجلس الأعمال العالمي للتنمية المستدامة
مجلس الأعمال العالمي للتنمية المستدامة (بالإنجليزية: World Business Council for Sustainable Development، تُعرف اختصارًا بـ WBCSD) هي رابطة عالمية تُسيّرها الرئاسة التنفيذية لأكثر من 200 شركة دولية. يرتبط المجلس أيضًا بـ 60 مجلس عمل وطني وإقليمي ومنظمات شريكة تنشط في حصريًا في مجال الأعمال التجارية والتنمية المستدامة.
تعود أصوله إلى قمة الأرض في ريو دي جانيرو عام 1992، عندما تم تعيين ستيفان شميديني رجل الأعمال السويسري مستشارًا كبيرًا للأعمال والصناعة إلى الأمين العام لمؤتمر الأمم المتحدة المعني بالبيئة والتنمية (UNCED). أنشأ منتدى بعنوان "مجلس الأعمال من أجل التنمية المستدامة"، والذي تحول ليصبح دورة التغيير، وهو كتاب صاغ مفهوم الكفاءة البيئية.
تم إنشاء هذا المجلس في عام 1995 كاندماج بين مجلس الأعمال للتنمية المستدامة ومجلس الصناعة العالمي للبيئة ومقره في جنيف، سويسرا، ولها مكاتب في نيويورك ونيو دلهي.